# Anders Colsefini
|  | Flytteforslag Denne side er foreslået flyttet til Anders Colsefni. Klik her for at se flytteforslaget. Begrundelse: Alle de andre sprogs artikler skriver -fni |

Anders Colsefni (rigtige navn Andy Rouw) var den oprindelige vokalist i nu-metalbandet Slipknot. Han blev erstattet af Corey Taylor efter udgivelsen af deres debutalbum Mate.Feed.Kill.Repeat. Slipknot mente de måtte finde en ordentlig udgiver så de manglede en mere radiovenlig stemme end Anders'. Så de fandt Corey Taylor, men ville stadig gerne have Anders i bandet som anden vokalist og på percussion. Han blev dog hurtigt træt af det og forlod bandet lige inden de skrev kontrakt med Roadrunner Records.
Anders er nu i et band ved navn "Vice Grip Throttle", som har indspillet en EP demo.